# Musée du Berry
Pour les articles homonymes, voir Berry (homonymie).
Le musée du Berry est installé à Bourges, capitale historique du Berry, en région Centre-Val de Loire, en France. Il est actuellement fermé depuis juin 2021 pour des raisons de sécurité et de remise en conformité.

## Histoire
La collection à l'origine du musée a été fondée par Claude-Denis Mater. La fondation du musée est établie par le préfet du Cher, le comte de Lapparent, par un arrêté pris le 30 juin 1834. Il est d'abord installé dans une salle du palais Jacques-Cœur jusqu'en 1837, puis dans une maison appartenant à M. Pelletier, l'actuel hôtel d'Angleterre, rue Jacques-Cœur, avec un bail de 6 ans. Mais en 1844, le musée manque de devoir déménager, le propriétaire du local ne voulant plus continuer cette location. Grâce au rachat du local, le bail est prolongé et le musée ne doit finalement pas quitter les lieux. En 1856, la Ville vend à l'État le palais Jacques-Cœur pour y installer différents services judiciaires. En 1862, à la mort de Claude-Denis Mater, le musée a failli disparaître avant que le préfet ne décide de réorganiser sa gestion en nommant une commission administrative et un nouveau directeur, Jules Dumoutet, tout en donnant au musée départemental le nom de Musée Mater. En 1863, il est décidé à la suite d'une délibération que le musée ne s'appellera plus désormais musée départemental mais Musée de Bourges. Le préfet nomme Alphonse Joseph Charmeil conservateur du musée et Antoine Cougny, conservateur-adjoint. Finalement, le conseil général décide d'abandonner le musée à la ville de Bourges en 1864.
Le maire de Bourges, Pierre Planchat, nomme une commission du musée placée sous la présidence d'Alphonse Mater. Jules Dumoutet abandonne son poste. Depuis l'origine, l'installation du musée dans un bâtiment suffisamment important pour assurer la présentation de toutes ses collections et lui permettre de recevoir leur accroissement est un problème. Finalement, le musée est abrité à partir de 1891 dans l'hôtel Cujas. C'est en 1912 qu'il prend le titre de « Musée du Berry ».
Constituée à l'origine de monnaies et d'œuvres d'art, la collection du musée du Berry a progressivement été enrichie dans ces disciplines, ainsi que dans les domaines de l'archéologie, de l'histoire naturelle et de l'histoire médiévale. Ce n'est qu'à partir de 1950 qu'un véritable fonds ethnographique régional est créé. 

## Collections

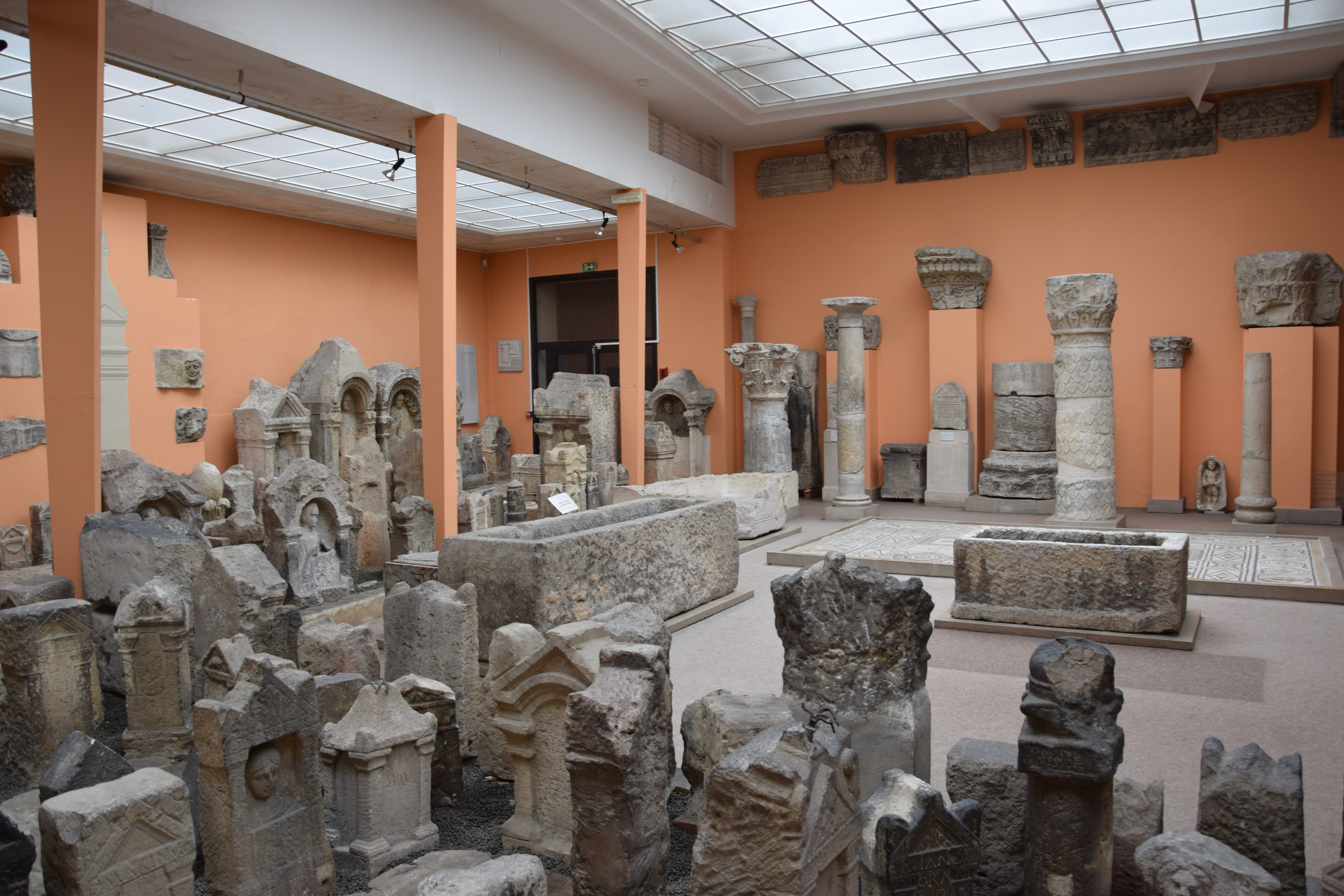
Musée du Berry: salle des stèles et sarcophages

Actuellement, le rez-de-chaussée est consacré aux collections archéologiques, de la Préhistoire à la fin des temps gallo-romains. Une de ces salles expose notamment 220 stèles gallo-romaines et des décors provenant de la Bourges antique. Une autre salle rassemble une collection d’objets funéraires égyptiens, dont la momie de Djehdor, datant du IVe siècle av. J.-C. On remarque également des bronzes étrusques de l’époque protohistorique, des mosaïques, des peintures murales, de la vaisselle en verre, des terres cuites et bronzes de l’époque gallo-romaine.

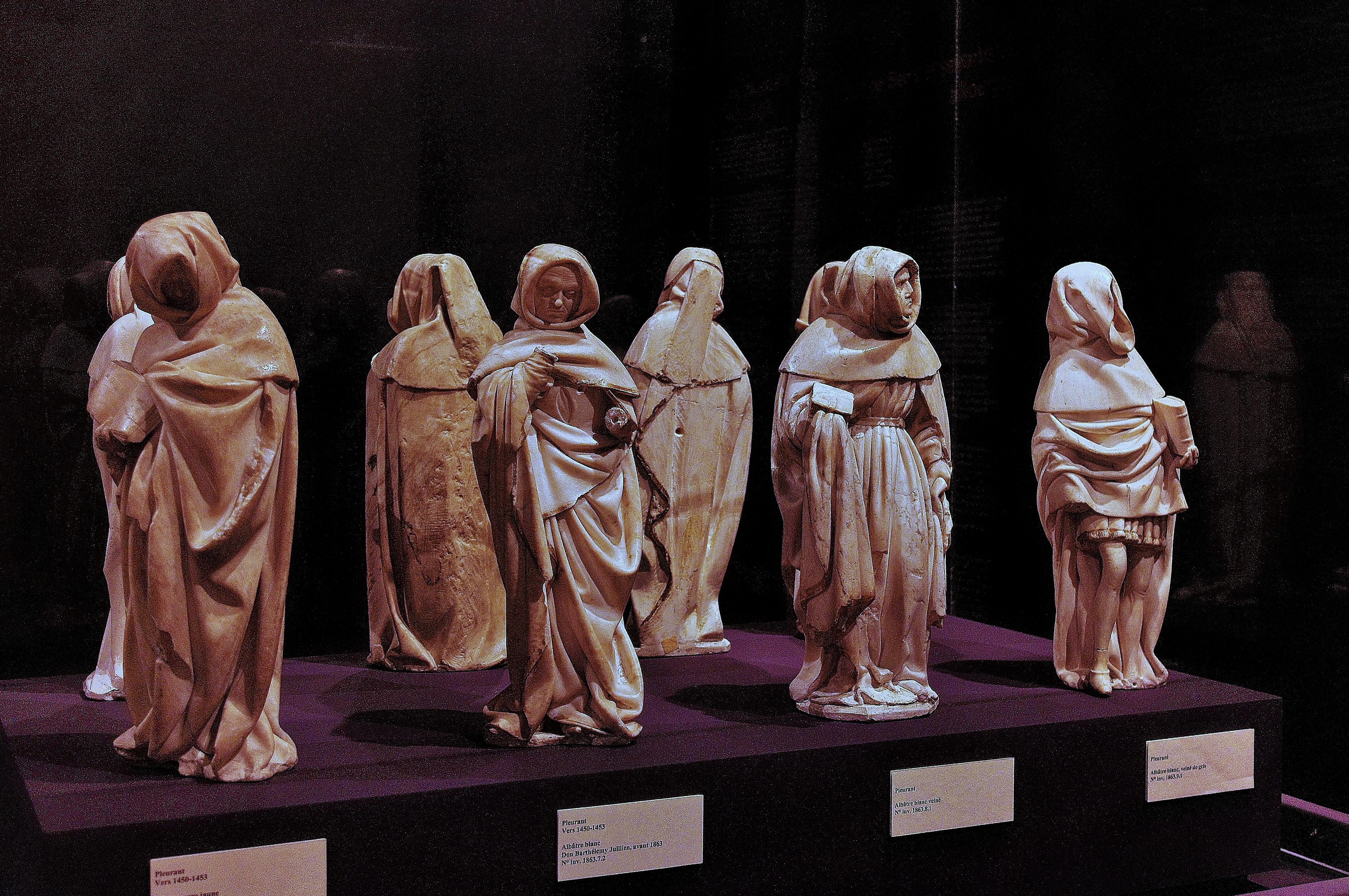
Pleurants du tombeau de Jean, duc de Berry.

Une autre aile est consacrée aux arts du Berry : une salle expose les pleurants du tombeau du duc Jean de Berry datant du XVe siècle parmi d'autres œuvres médiévales. On trouve également les tableaux du peintre Jean Boucher (1568-1632), dit Boucher de Bourges.
Au premier étage, sont réunies des œuvres de peintres italiens, hollandais et français avec des œuvres datant du XVIe au XIXe siècle. Pour la peinture française, on remarque des œuvres de Simon Vouet (Le Temps vaincu par l'Amour, l'Espérance et la Renommée), Jacques Blanchard, Philippe de Champaigne (Christ en croix) ou encore Jean-Baptiste Greuze.